# Óhegy
Óhegy est un quartier situé dans le 10e arrondissement de Budapest. 

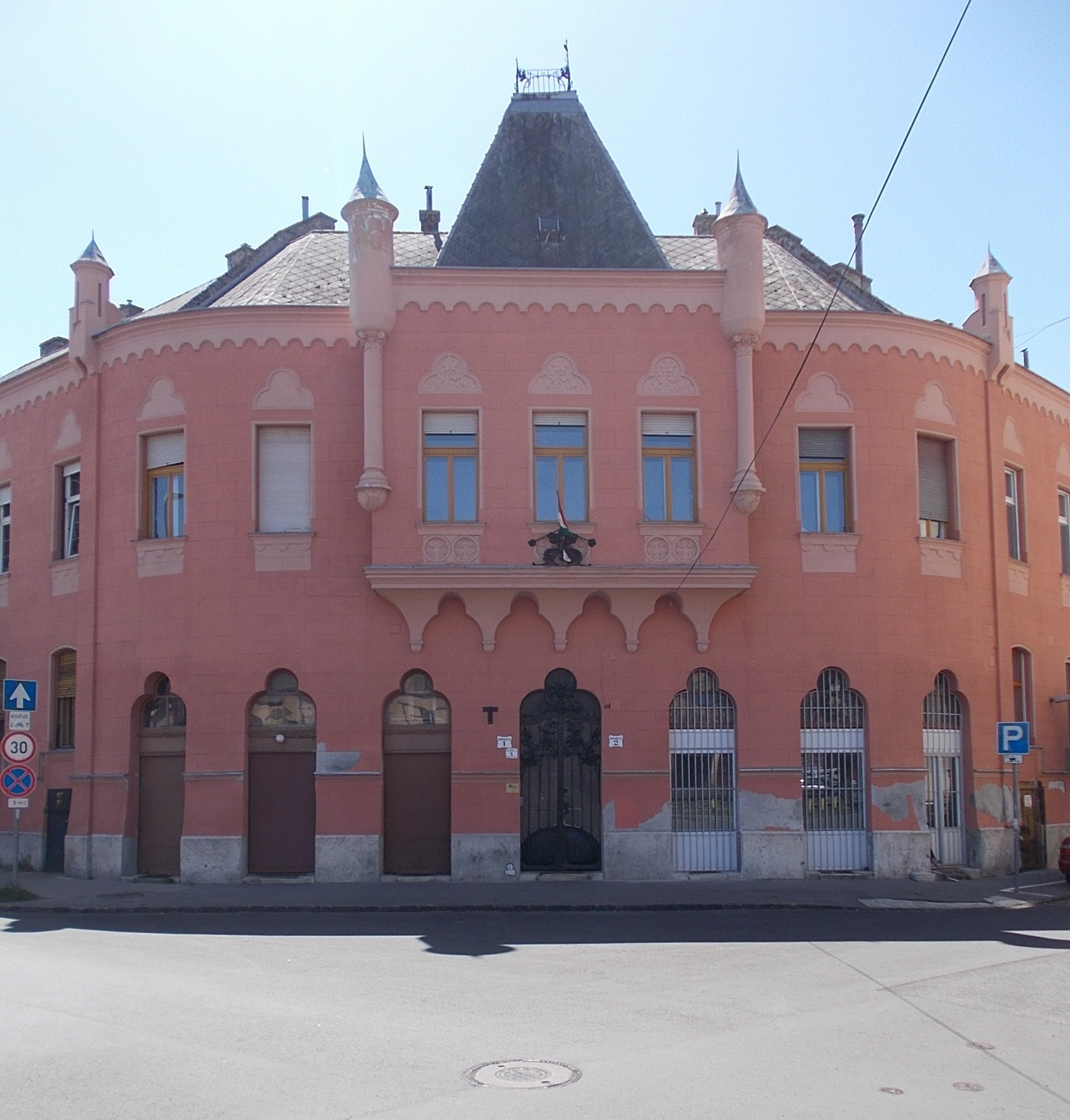
Óhegy, Gergely utca 1